# Assedio della Lal Masjid

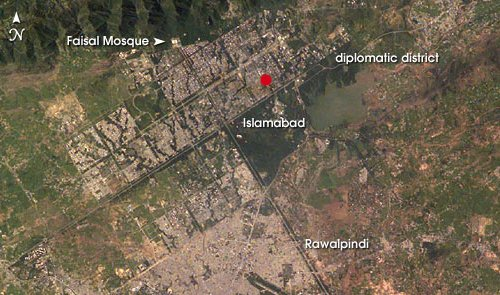
Posizione della moschea rossa a Islamabad

L'assedio della Lal Masjid (in urdu لال مسجد‎?, nome in codice Operation Sunrise) è stato uno scontro avvenuto nel luglio 2007 tra i militanti fondamentalisti islamici e il governo del Pakistan, guidato dal presidente Pervez Musharraf e dal primo ministro Shaukat Aziz. 
I fatti avvennero nell'ambito della guerra del Waziristan; i punti nevralgici dell'operazione sono stati la Lal Masjid ("moschea rossa") e il complesso della madrasa Jamia Hafsa a Islamabad.

## Storia
Dal gennaio 2006, la Lal Masjid e l'adiacente madrasa Jamia Hafsa erano stati gestiti da militanti islamici guidati da due fratelli, Maulana Abdul Aziz e Abdul Rashid Ghazi. Questa organizzazione sosteneva l'imposizione della Sharia (la legge religiosa islamica), in Pakistan e richiese apertamente il rovesciamento del governo pakistano. La Lal Masjid fu in costante conflitto con le autorità di Islamabad per 18 mesi prima dell'operazione militare. I militanti furono impegnati in manifestazioni violente, distruzione di proprietà, rapimenti, incendi dolosi e scontri armati con le autorità. Dopo che i militanti della Lal Masjid diedero alle fiamme l'edificio del Ministero dell'Ambiente e attaccato i Rangers dell'esercito che lo custodivano, i militari risposero, e l'assedio del complesso Lal Masjid iniziò.
Lo scontro segnò ha segnato un aumento della militanza e della violenza in Pakistan, nel 2013, Musharraf è stato arrestato, accusato di essere personalmente responsabile di aver ordinare l'assedio.

## Lo svolgimento
Il complesso fu assediato dal 3 luglio all'11 luglio 2007, e nel frattempo furono tentate le trattative tra i militanti e lo Stato. Una volta che i negoziati fallirono, il complesso fu preso d'assalto e catturato dallo Special Services Group dell'esercito pakistano. L'operazione ha comportato 154 morti, e 50 militanti sono stati catturati. Ha inoltre richiesto ai ribelli pro-talebani lungo il confine afgano di annullare per 10 mesi accordo di pace con il governo pakistano.